# Лига свободных наций
Лига свободных наций — объединение ряда национальных и региональных движений, выступающих за распад России на отдельные государства. Признана «нежелательной организацией» по решению Генпрокуратуры России. Росфинмониторингом внесена в перечень террористических и экстремистских организаций.

## История
Башкирский активист Руслан Габбасов рассказал о создании Лиги Свободных Наций на Антивоенной конференции, организованной Форумом свободной России в Вильнюсе в мае 2022 года. Комментируя эту инициативу в беседе с журналистом издания «Idel.Реалии», Габбасов заявил: «Считаю, что все субъекты федерации, как и все автохтонные народы РФ, имеют полное право не только принимать участие в обсуждении будущего российских территорий, но и реализовать своё право на самоопределение».
Помимо Габбасова инициаторами создания Лиги и её первыми участниками стали эрзянские активисты Сыресь Боляень и Виталий Ромашкин, представители калмыцкого движения Владимир Довданов, Батыр Боромангнаев и Эренцен Доляев, буряты Доржо Дугаров и Раджана Дугар-Де Понте и общественный деятель удэгейского происхождения Павел Суляндзига.
В марте 2023 года Министерство юстиции России признало Лигу Свободных Наций «нежелательной организацией» по требованию Генеральной прокуратуры. Ведомство мотивировало это решение тем, что деятельность Лиги «представляет угрозу основам конституционного строя и безопасности Российской Федерации», а руководители организации «призывают к нарушению территориальной целостности Российской Федерации и выступают с сепаратистскими националистическими лозунгами». В списке нежелательных организаций Лига Свободных Наций названа литовской НКО. Вероятно, это связано с тем, что о её создании было впервые заявлено на территории Литвы, хотя Лига не имеет в этой стране никакого юридического статуса.
В октябре 2023 года руководитель российской Службы внешней разведки Сергей Нарышкин назвал Лигу Свободных Наций «этнической сепаратистской террористической структурой» и обвинил её в получении финансирования от США и стран Евросоюза.

## Деятельность
Члены Лиги Свободных Наций во главе с советником организации по международным делам Доржо Дугаровым организуют встречи с представителями различных государств Европы, чтобы донести интересы национальных движений до мирового сообщества. В рамках дипломатической деятельности Лиги проходили встречи с представителями МИД Литвы и Эстонии, депутатами Верховной рады Украины.
В январе 2023 года участник Лиги Свободных Наций, член Конгресса ойрат-калмыцкого народа Давур Дорджиев выступил с речью в стенах Европейского парламента в Страсбурге.
В апреле 2024 года Лига провела первый конгресс в эстонском городе Отепя. Помимо участников организации в мероприятии приняли участие эстонские политики, включая бывшего министра юстиции и автора национальной конституции Юри Адамса, а также финно-угорские активисты из Финляндии.
Лига принимает активное участие в организации ежегодных мероприятий, связанных с Неделей порабощённых народов.